# Furacão Tampico de 1933
O furacão Tampico de 1933 foi uma das duas tempestades na temporada de furacões no Atlântico de 1933 a atingir a intensidade da categoria 5 na escala de furacões de Saffir-Simpson. Ele se desenvolveu em 16 de setembro perto das Pequenas Antilhas, e lentamente se intensificou enquanto se movia pelo Mar do Caribe. Tornando-se um furacão em 19 de setembro, a sua taxa de fortalecimento aumentou ao passar ao sul da Jamaica. Dois dias depois, o furacão atingiu o pico de ventos, estimado em 260 km/h (160 mph). Depois de enfraquecer, atingiu a Península de Iucatã, destruindo várias casas. Uma pessoa foi morta na costa de Progreso, Iucatã, durante a tempestade.
Por terra, o furacão enfraqueceu para uma tempestade tropical, embora tenha se intensificado levemente no Golfo do México. Em 25 de setembro, fez um segundo desembarque (landfall) ao sul de Tampico, Tamaulipas, com ventos em torno de 180 km/h (110 mph), e rapidamente se dissipou na terra. Os danos foram maiores lá, estimados em US$ 5 milhões (USD de 1993) e houve centenas de mortes. Cerca de 75% das casas em Tampico foram danificadas, incluindo cerca de 50% das casas que tiveram destruição severa a total em seus telhados. A destruição levou à declaração da lei marcial e foi instituído um toque de recolher.

## História meteorológica
Em meados de setembro um distúrbio tropical moveu-se para o oeste através do Oceano Atlântico tropical. Em 16 de setembro, estimou-se que uma depressão tropical desenvolveu cerca de 300 km Leste-Nordeste de Tobago. Moveu-se para Oeste-Noroeste através das Pequenas Antilhas, passando por cerca de 22 km ao sul de Granada; no entanto, o sistema era muito fraco, e a ilha relatou ventos de Leste de apenas 19 km/h (12 mph). Depois de entrar no Mar do Caribe, a depressão se intensificou em uma tempestade tropical em 18 de setembro e um dia depois tornou-se um furacão. Em 20 de setembro passou para o Sul da Jamaica enquanto se fortalecia rapidamente. Às 0000 UTC em 21 de setembro, um navio no olho relatou uma pressão barométrica de 929 mbar (27.4 inHg). Normalmente, a leitura da pressão sugeriria ventos de 246 km/h (153 mph); no entanto, as observações do navio indicaram que o furacão foi menor do que o normal, com um raio de vento máximo de 13 km. Como resultado, os ventos de pico foram estimados em 260 km/h (160 mph), ou uma categoria 5 na escala de furacões de Saffir-Simpson.
Após atingir o pico de intensidade, o furacão continuou para Noroeste. No início de 22 de setembro, passou cerca de 80 km (50 mi) ao Sul de Cozumel antes de desembarcar na Península de Iucatã. Sua intensidade de landfall era desconhecida; a reanálise do furacão Atlântico em 2012 sugeriu que a tempestade poderia ter retido a categoria 5 status atingir terra (landfall), embora as observações locais não tenham validado a teoria. Na análise original da estação, a intensidade do desembarque foi estimada em 169 km/h (105 mph). Como um compromisso, a reanálise de 2012 estimou que o furacão atingiu a terra com ventos de 230 km/h (140 mph). O ciclone enfraqueceu rapidamente ao cruzar a península de Iucatã, e em 23 de setembro emergiu no Golfo do México com ventos de 105 km/h (65 mph). Ele rapidamente se reintensificou em um furacão enquanto se movia em direção à costa nordeste do México. Por volta de 0000 UTC em 25 de setembro, o furacão atingiu a costa final logo ao Sul de Tampico, Tamaulipas, com ventos de 180 km/h (110 mph); isto foi baseado em um navio no olho relatando uma pressão de 960 mbar (28 inHg). Dentro de 12 horas, a tempestade se dissipou sobre a terra.

## Impacto
Ao passar ao sul da Jamaica, o furacão produziu ondas altas em Kingston. As fortes chuvas da tempestade afetaram grande parte da ilha, o que interrompeu as viagens e causou um deslizamento de terra. Em Cozumel, na costa da Península de Iucatã, os ventos atingiram 122 km/h (76 mph) do Sudeste. Lá, o furacão destruiu uma doca de pesca e várias casas. Enquanto a tempestade cruzava a península, Progreso, Iucatã relatou ventos de leste de 89 km/h (55 mph). Na costa de Progreso, a tempestade virou um barco, matando uma pessoa.
Antes que o furacão fizesse sua chegada final, a ameaça de fortes chuvas causou evacuações em torno de Tampico, apenas 10 dias depois que outro furacão atingiu a mesma região. Perto de Tampico, um navio relatou ventos de 130 km/h (81 mph), e uma estação em Tampico registou ventos de 85 km/h (53 mph). Os ventos fortes cortaram as linhas de energia e explodiram ou danificaram fortemente os telhados de metade das casas da cidade. Uma forte maré de tempestade que acompanhou levou embora muitas pessoas de suas casas, e várias barcaças foram arrastadas. O porto ficou cheio de destroços após a tempestade, tornando-o inutilizável. Partes da cidade foram inundadas até 4.6 m (15 ft) profundo. De acordo com reportagens da imprensa, o furacão danificou cerca de 75% de Tampico. A maioria dos danos foi em casas mal construídas, embora um grande hospital em Tampico também tenha sido destruído, matando 87 pessoas. As estradas foram bloqueadas em toda a cidade e o rio foi fechado para passeios de barco. A linha ferroviária foi afetada, o que impediu o fornecimento de ajuda humanitária de chegar à região. Fora da cidade, o furacão aumentou os níveis ao longo dos rios Pánuco e Tamesí que permaneceram acima da fase de inundação por vários dias. A oeste de Tampico, o furacão inundou toda a cidade de Cárdenas, San Luis Potosí, matando 20 e ferindo 200 pessoas. Em Pánuco, Veracruz, cerca de 5.000 pessoas ficaram desabrigadas. No estado de San Luis Potosí, 30 pessoas foram mortas quando uma barragem estourou. Chuvas fortes em Monterrei causaram inundações nos rios. Os danos se espalharam até a costa oeste do México. Em todo o país, as viagens aéreas foram interrompidas e várias linhas de caminhos de ferro foram destruídas, deixando três trens perdidos.
As notícias iniciais sugeriram um número de mortos de até 5.000 pessoas, e a tempestade foi considerada "o maior desastre da história recente do México". Dois dias depois que a tempestade se dissipou, o número de mortos foi fixado em 54, com 850 pessoas feridas e potencialmente milhares que foram enterradas. Equipes de busca e resgate escavaram os escombros do Tampico para encontrar sobreviventes e vítimas. Em 1997, o Centro Nacional de Furacões listou o número de mortos entre 184 e 200 e danos foi estimado em US$ 5 milhões (1933 USD).
Após a tempestade, alimentos e suprimentos médicos diminuíram rapidamente. Depois que a tempestade se dissipou, médicos e enfermeiras viajaram para a cidade para ajudar no rescaldo, enquanto os comboios carregavam comida e água. Um comboio de Monterrey para Tampico transportava alimentos, remédios e soldados para ajudar na reconstrução, mas foi atrasado pelas enchentes em curso. Aviões militares foram utilizados para transportar ajuda. A Lei marcial foi declarada em Tampico após a tempestade, e as autoridades impuseram toque de recolher às 19h. Cidadãos ilesos ajudaram a limpar as estradas. O presidente Abelardo L. Rodríguez pediu aos governadores dos estados mexicanos que enviassem ajuda e que os residentes enviassem dinheiro ao Banco do México. Após a tempestade, os moradores superlotaram os prédios que permaneceram de pé em Tampico.